# الشبكة العربية العالمية
الشبكة العربية العالمية مؤسسة اعلامية ومركز دراسات وابحاث إستراتيجية تتناول الخبر والمعلومات ذات الصلة بالعالم العربي ودول الجوار على مختلف القطاعات والمجالات.
غسان إبراهيم الاعلامي السوري مدير ومؤسس الشبكة العربية العالمية في عام 2006
تعتبر الشبكة العربية العالمية مؤسسة مستقلة دون تبعية أو ارتباط بالتيارات السياسية، كما أنها لا تتبنى أي برنامج حزبي أو عرقي أو ديني.
تستخدم الشبكة العربية العالمية أحدث تقنيات التكنولوجيا لتقديم خدمة متعددة الوسائط من خبر وصور وفيديو وصوت ومنتديات للحوار بين المهتمين بالشأن العربي
صدرت الشبكة العربية العالمية في العاصمة البريطانية لندن باللغة العربية والإنكليزية.